# Consonne battue dentale voisée
La consonne battue dentale voisée est un son consonantique présent dans certaines langues. Le symbole dans l'alphabet phonétique international est [ɾ̪], composé du symbole pour une consonne battue alvéolaire voisée, diacrité par le symbole indiquant une dentale.

## Caractéristiques
Voici les caractéristiques de la consonne battue dentale voisée :
- Son mode d'articulation est battu, ce qui signifie qu’elle est produite en contractant brièvement les muscles d'un point d’articulation, sur l'autre.
- Son point d’articulation est dentale, ce qui signifie qu'elle est articulée avec la langue sur les dents inférieures ou supérieures, ou les deux.
- Sa phonation est voisée, ce qui signifie que les cordes vocales vibrent lors de l’articulation.
- C'est une consonne orale, ce qui signifie que l'air ne s’échappe que par la bouche.
- C'est une consonne centrale, ce qui signifie qu’elle est produite en laissant l'air passer au-dessus du milieu de la langue, plutôt que par les côtés.
- Son mécanisme de courant d'air est égressif pulmonaire, ce qui signifie qu'elle est articulée en poussant l'air par les poumons et à travers le chenal vocatoire, plutôt que par la glotte ou la bouche.